# Star Wars: Empire at War
Star Wars: Empire at War är ett realtidsstrategispel utvecklat av Petroglyph Games och utgivet av Lucasarts. Det släpptes den 16 februari 2006.
Empire at War är det tredje Star Wars realtidsstrategispelet, det första var Star Wars: Force Commander och det andra Star Wars: Galactic Battlegrounds.
En expansion vid namn Star Wars: Empire at War: Forces of Corruption släpptes i oktober 2006.